# Алексеевский (приток Корятки)
Алексе́евский — ручей на полуострове Камчатка. Протекает по Усть-Камчатскому району Камчатского края России.
Берёт начало в лощине на южном склоне горы Чаша. Протяжённость составляет 13 км. Протекает в лесной (березняк), местами болотистой местности. В питание реки принимают участие преимущественно талые и дождевые воды. Впадает в реку Корятка справа на расстоянии 0,2 км от устья. В нижнем течении проходит через озеро Малое Ушковское.
По данным государственного водного реестра России относится к Анадыро-Колымскому бассейновому округу.
Код водного объекта — 19070000112220000015933.